# Kay Kirchmann
Kay Kirchmann (* 12. Dezember 1961 in Opladen, heute Leverkusen) ist ein deutscher Medienwissenschaftler. Seit 2023 ist er Dekan der Philosophischen Fakultät und Fachbereich Theologie der Friedrich-Alexander-Universität Erlangen-Nürnberg.

## Leben und Werk
Kay Kirchmann studierte von 1981 bis 1989 Theater-, Film- und Fernsehwissenschaft, daneben Germanistik und Anglistik in Köln.
Bis 1992 arbeitete Kirchmann als freiberuflicher TV-Regisseur und Autor. 1990 drehte er für den WDR eine TV-Dokumentation über Pina Bausch und ihr Ensemble mit dem Titel Bilder – aus Stücken von Pina Bausch.
Ab Anfang der 1990er-Jahre beschäftigte er sich eingehend mit dem Thema Beschleunigung und Medialität – so auch in seiner 1998 veröffentlichten Dissertation Verdichtung, Weltverlust und Zeitdruck. Grundzüge einer Theorie der Interdependenzen von Medien, Zeit und Geschwindigkeit im neuzeitlichen Zivilisationsprozeß, die durch den Literatur- und Medienwissenschaftler Peter Gendolla betreut wurde. Dessen eigene Forschungen zur Geschichte der Zeitwahrnehmung brachten bei Kirchmann weitere Vertiefungen des Komplexes Temporalität mit sich, wie auch eine kritische Auseinandersetzung mit Paul Virilios Dromologie in der Monografie Blicke aus dem Bunker. Paul Virilios Zeit- und Medientheorie aus der Sicht einer Philosophie des Unbewußten zeigt.
Seit 2004 ist er Professor für Medienwissenschaft an der Friedrich-Alexander-Universität Erlangen-Nürnberg, wo er seit 2013 den Lehrstuhl für Medienwissenschaft innehat. Seine Forschungsschwerpunkte liegen im Bereich der Ästhetik, Geschichte und Theorie von Film und Fernsehen sowie der Wechselbeziehungen von Medien und Zeit(bewusstsein).

## Publikationen (Auswahl)
Monographien
- Stanley Kubrick. Das Schweigen der Bilder. Marburg (Reihe Aufblende. Schriften zum Film 6, hrsg.v. H.B.Heller und K.Hickethier) 1993, zweite Auflage 1995. Dritte, erweiterte Auflage mit einem Vorwort von Boris Groys: Bochum 2001, ISBN 978-3-9806313-4-1.
- Verdichtung, Weltverlust und Zeitdruck. Grundzüge einer Theorie der Interdependenzen von Medien, Zeit und Geschwindigkeit im neuzeitlichen Zivilisationsprozeß. Opladen 1998. (zugl.: Dissertation, Universität GH Siegen), zweite Auflage: Heidelberg 2013, ISBN 978-3-8100-1886-1.
- Blicke aus dem Bunker. Paul Virilios Zeit- und Medientheorie aus der Sicht einer Philosophie des Unbewußten. Stuttgart 1998, ISBN 978-3-608-91940-0.
- Licht-Zeiten – Licht-Räume. Das Licht als symbolische Form im Theater der Neuzeit. (Reihe Massenmedien und Kommunikation, hrsg. von der Universität GH Siegen, Heft 136) Siegen 2000.

Herausgeberschaften
- Die Medien der Geschichte. Historizität und Medialität in interdisziplinärer Perspektive. Konstanz 2004. ISBN 978-3-89669-721-9 (Hrsg. mit Fabio Crivellari / Marcus Sandl / Rudolf Schlögl).
- Revolutionsmedien – Medienrevolutionen. Konstanz 2008. ISBN 978-3-86764-073-2 (Hrsg. mit Sven Grampp / Marcus Sandl / Rudolf Schlögl / Eva Wiebel).
- Theater und Medien. Grundlagen – Analysen – Perspektiven. Eine Bestandsaufnahme. Bielefeld 2008. ISBN 978-3-8376-1064-2 (Hrsg. mit Henri Schoenmakers / Stefan Blaeske / Jens Ruchatz).
- Medienreflexion im Film. Ein Handbuch. Bielefeld 2014. ISBN 978-3-8376-1091-8 (Hrsg. mit Jens Ruchatz).
- Zeitlichkeit und Materialität. Interdisziplinäre Perspektiven auf Theorien und Phänomene der Präsenz. Bielefeld 2019. ISBN 978-3-8376-3850-9 (Hrsg. mit Juliane Engel / Mareike Gebhardt).